# Brachymeria minuta
Brachymeria minuta ist eine Erzwespenart aus der Familie der Chalcididae.

## Merkmale
Die Erzwespen sind zwischen 3 und 7 mm lang. Sie besitzen eine schwarze Grundfärbung. Die Augen sind schiefergrau gefärbt. Die Tegulae sind hellgelb. Die vorderen beiden Beinpaare sind am Übergang von Femur zu Tibia gelb gefärbt. Die hinteren Femora sind verdickt. Sie besitzen einen großen gelbbraunen distalen Fleck. Die hinteren Tibia besitzen auf halber Länge oben einen gelben Fleck. Das distale Ende der hinteren Tibia ist ebenfalls gelb gefärbt. Die Tarsi sind hellbraun-orange gefärbt.

## Verbreitung
Das Verbreitungsgebiet der Erzwespenart in Europa erstreckt sich von Schweden und Großbritannien im Norden über Mitteleuropa bis in den Mittelmeerraum. Des Weiteren kommt die Art in Nordafrika, in Teilen Asiens (Orient und östliche Paläarktis) sowie in Australien vor.

## Lebensweise
Die Erzwespenart ist ein Parasitoid verschiedener Zweiflügler aus den Familien der Fleischfliegen (Sarcophagidae), Raupenfliegen und Schmeißfliegen (Calliphoridae). Außerdem werden von Brachymeria minuta Schmetterlinge der Familien bzw. Unterfamilien der Bärenspinner (Arctiinae), Palpenmotten (Gelechiidae), Dickkopffalter (Hesperiidae), Glucken (Lasiocampidae), Trägspinner (Lymantriinae), Eulenfalter (Noctuidae), Weißlinge (Pieridae), Wickler (Tortricidae) sowie Gespinst- und Knospenmotten (Yponomeutidae) parasitiert. Brachymeria minuta gilt insbesondere als ein Parasitoid von Atherigona orientalis, einem Vertreter der Echten Fliegen (Muscidae) und Schädling von Paprika- und Tomatenpflanzen.

## Taxonomie
In der Literatur finden sich folgende Synonyme:
- Chalcis minuta Linnaeus, 1767
- Vespa minuta Linnaeus, 1767